# Route nationale 25 (Luxemburg)
Die N25 ist eine 9,6 km lange Nationalstraße im Kanton Wiltz.

## Verlauf
Die N25 beginnt an der Kreuzung zwischen N /N  und N25 in Wiltz (Route de Kautenbach). Sie verläuft dann an der Posst vorbei weiter entlang des sehr kurvigen Tals der Wiltz bis zur Eisenbahnstrecke Witlz ↔ Kautenbach bis nach Kiischpelt-Kautenbach.
Die Wiltz-Toutschenmühle über Kiischpelt-Merkholtz und Kiischpelt-Kautenbach, wo sie am Bahnübergang in die CR 331A übergeht und dort endet.

## Historische Entwicklung
Bei ihrer Planung (nach 1843) wurde die Trasse der N25 erstmalig als „Straße von Wiltz zum Bahnhof Kautenbach“ beschrieben. Der Bau erfolgte etappenweise nach 1867 (Mémorial A32/1867) und nahm einen Teil der alten Gemeindestraße Nr. 175 auf, die vom Chemin de Wiltz nach Consthum führte.
Mit Gesetz vom 15. Dezember 2021 wurde die N 25 in Wiltz nach einer Streckenbegradigung der N 12 verlängert.

## Bildergalerie

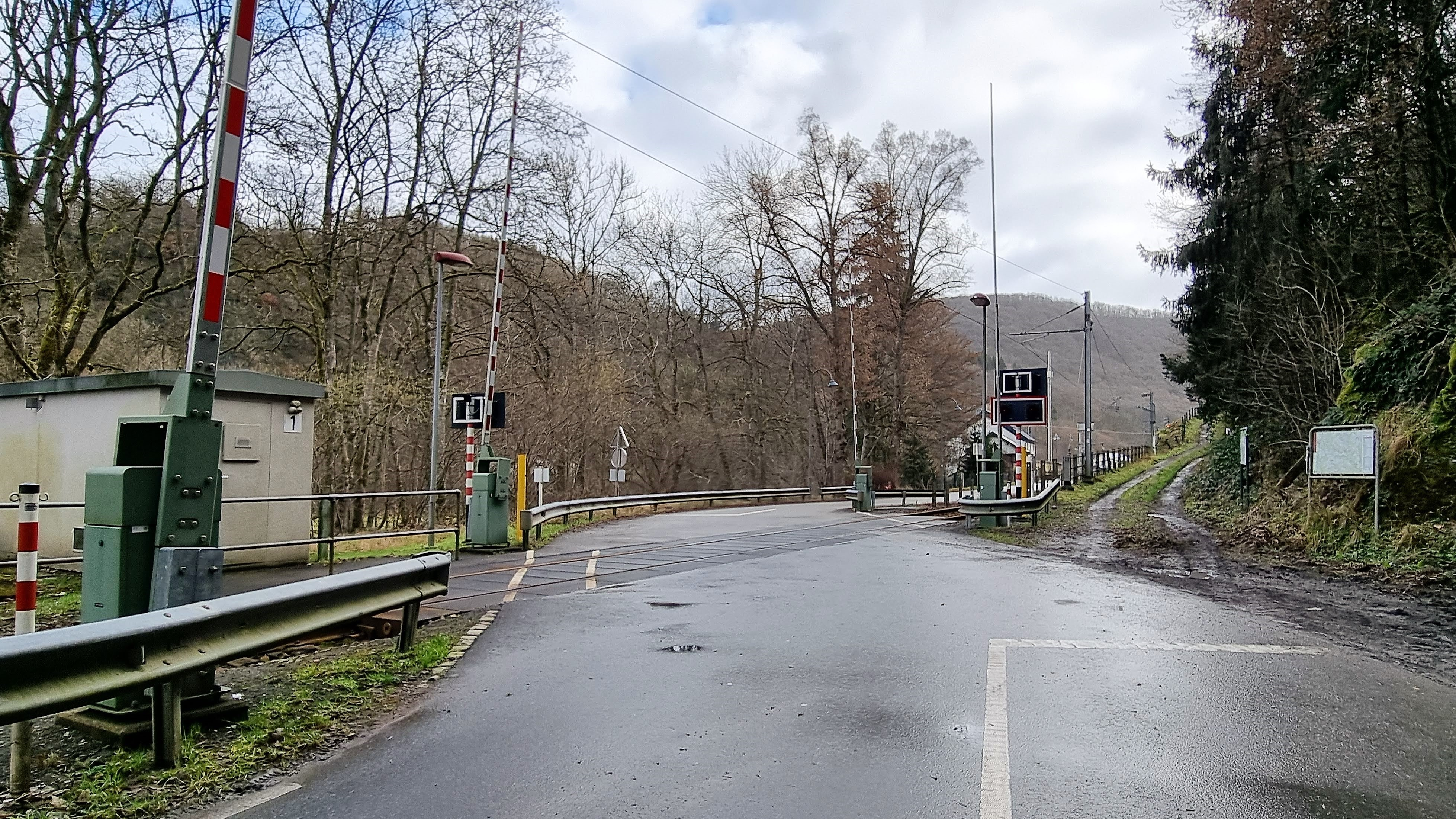
N25 in Kautenbach an der Bahn
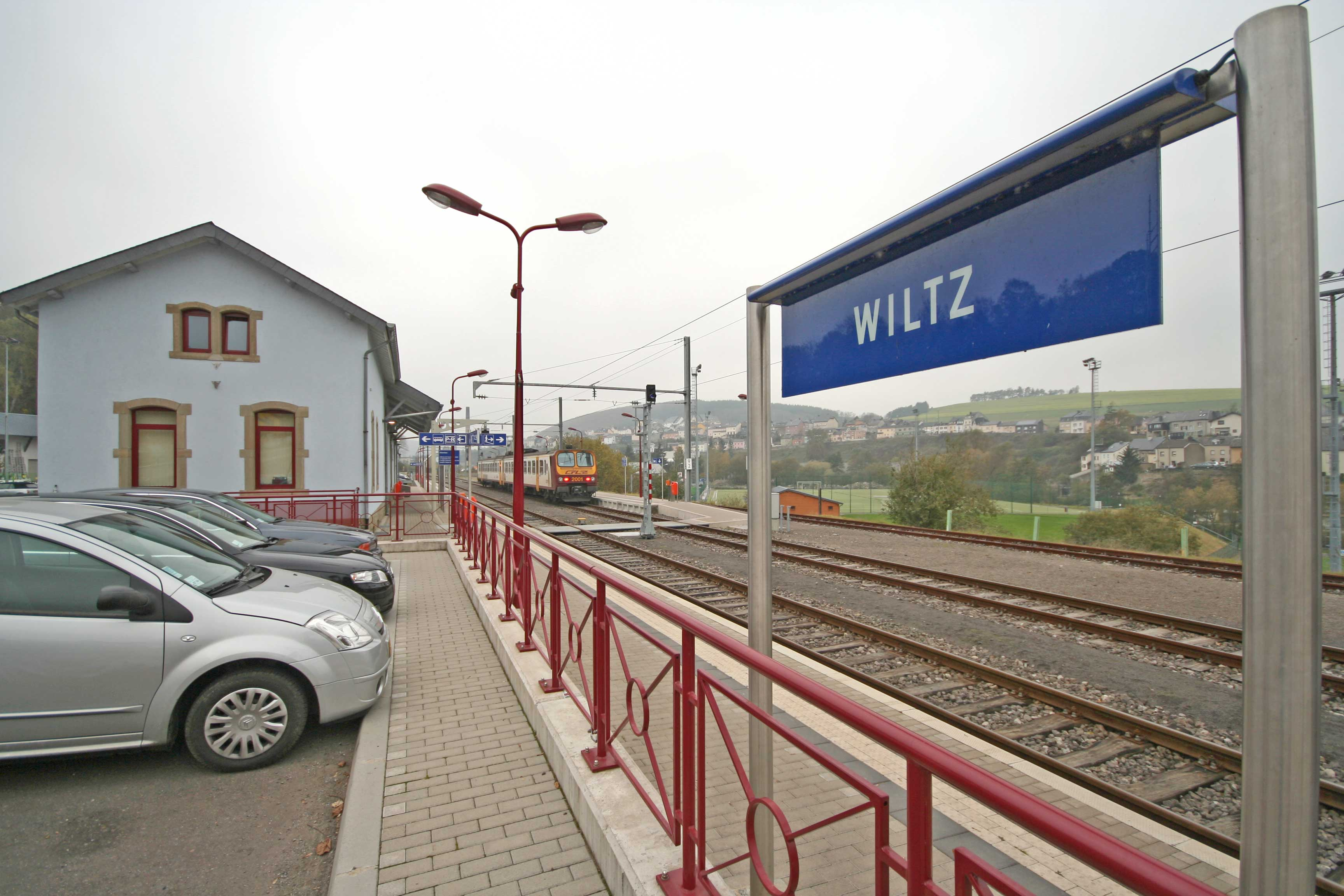